# Пуерто-Техада
Пуе́рто-Теха́да (ісп. Puerto Tejada) — місто і муніципалітет у колумбійському департаменті Каука.

## Історія
Місто було засноване 17 вересня 1897 року генералом Мануелєм Техадою Санчесом, на честь якого й отримало свою назву. Муніципалітет Пуерто-Техада був виділений в окрему адміністративну одиницю в 1912 році.

## Розташування
Пуерто-Техада розташована за 108 км від столиці департаменту Каука міста Попаяна та за 17 км від столиці сусіднього департаменту Вальє-дель-Каука міста Калі.

## Економіка
Традиційно основою економіки муніципалітету є сільське господарство.

## Інциденти
- 19 жовтня 2011 року в Пуерто-Техаді отримав вогнепальні поранення, що призвели до смерті колумбійський футболіст Едісон Чара[en]. Причиною вбивства стала суперечка, що виникла під час гри в карти[2].

## Відомі уродженці
- Андрес Ескобар (1991) — колумбійський футболіст.